# Langenstraße (Bremen)

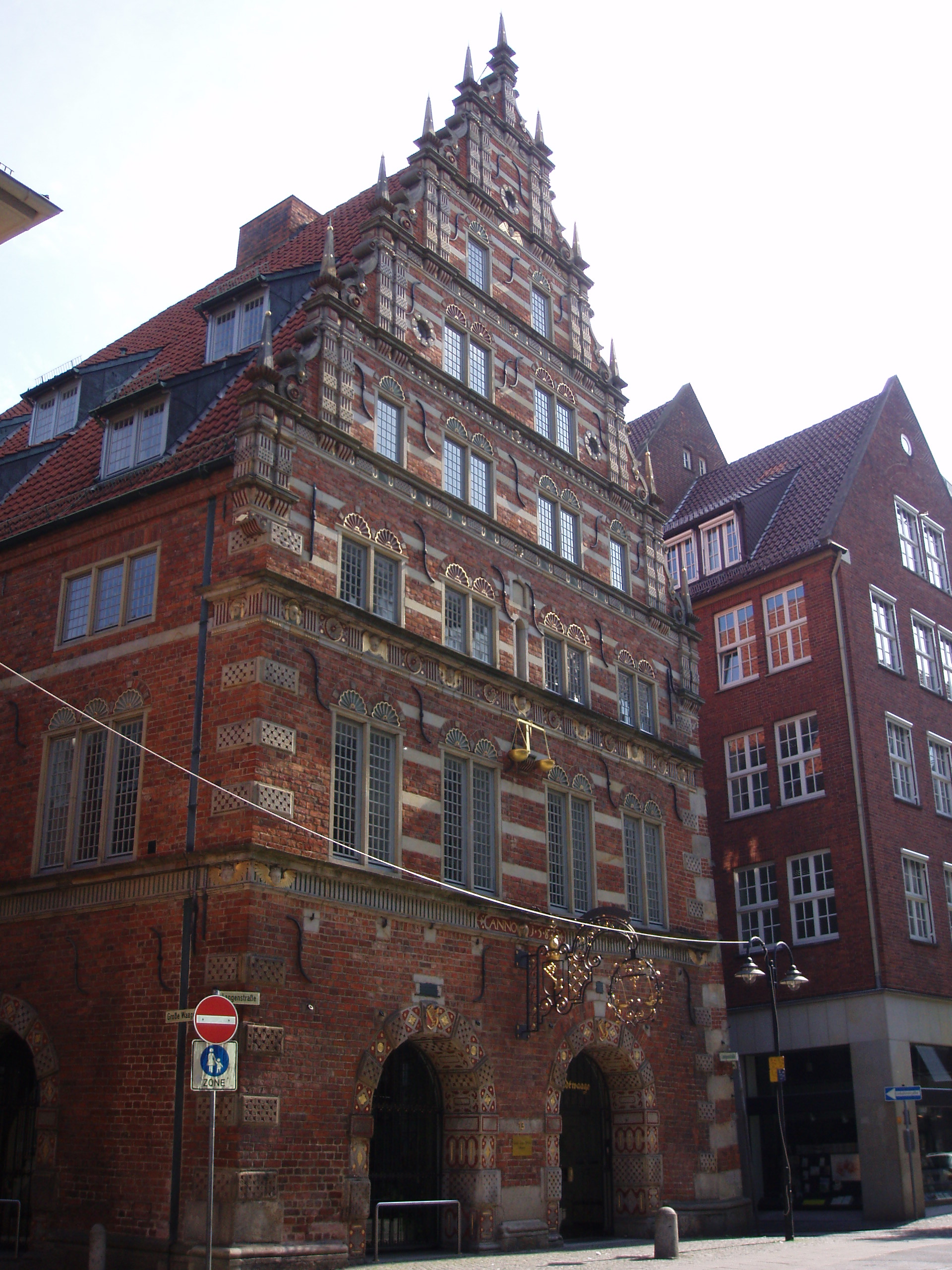
Die Bremer Stadtwaage 2006

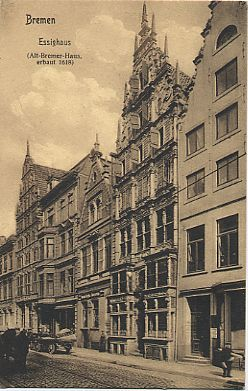
Die Langenstraße um 1907

Die Langenstraße ist eine historische Straße in der Altstadt von Bremen. Sie führt parallel zur Obernstraße und der Weser vom Marktplatz in westlicher Richtung zum Geeren und dem Stephaniviertel.
Die Querstraßen wurden u. a. benannt als Breedenstraße 1360 als Brede- = Breitestraße genannt, die zur Fähre führte, Hohenstraße nach ihrer hohen Lage, Große Waagestraße nach der 1330 erwähnten Stadtwaage, Ansgaritränkpforte (Viehtränke des Ortsteils) und Kranpforte (führte zum größten Kran) sowie Letzte Schlachtpforte (führte zur Schlachte) nach den Pforten in der Bremer Stadtmauer, Wenkenstraße nach einer Familie, die hier wohnte; ansonsten siehe beim Link zu den Straßen.

## Geschichte

### Bis 1700
Die Langenstraße wurde erstmals 1234 als „longa platea“ erwähnt, hat also ihren Namen auf Grund ihrer Länge erhalten. Sie stammt als eine der ältesten Straßen Bremens sicherlich aus der Zeit der Gründung der Stadt um 800. Sie entwickelte sich zwischen dem nördlich gelegenen Rand der Bremer Düne und der südlichen gelegenen Balge, einem heutzutage verschwundenen Arm der Weser, der als erster Hafen der Stadt gilt. Im Mittelalter endete die Langenstraße an der Stadtmauer und dem Stadttor „Natel“. Sie war einst die wichtige Hauptstraße im Kaufmannviertel, zwischen Dünenrücken und Weser. Im 13. Jahrhundert entstanden die ersten steinernen Gebäude, zumeist Wohnhäuser mit dem Kontor der Kaufleute. Zur Weserseite reichten die Häuser herunter zur Balge, und viele hatten auch Speicher, von denen aus die Weserkähne direkt be- und entladen werden konnten.

Von 1425 bis 1444 nutzten die Bremer Großkaufleute das Haus an der Ecke zur Hakenstraße als Gildhaus. Danach erwarben die Elterleute des Kaufmanns ein Haus auf dem Grundstück des heutigen Schüttings.
Die Hollemannsburg war ein Steinhaus der Bürgerfamilie Hollemann in der Langenstraße Nr. 98/99, das bekannt wurde, da hier der Kaufmann und Seeräuber Johann Hollemann lebte. Seine Seeräubereien waren der Anlass, dass Bremen 1358 wieder in die Hanse eintreten und die Seeräuber verfolgen musste. 1366 wurde Hollemann nach einem sozialen Aufstand von 1365 bis 1366, dem sogenannten Bannerlauf, erschlagen und vor seinem Haus aufgehängt. Das Haus, dann im Eigentum anderer Bürgerfamilien, wurde 1534 umgebaut, war im 16. Jahrhundert Eigentum der Familien von Wehye und Heimburg und musste später einem Neubau weichen.

### 18. und 19. Jahrhundert
Um 1750 standen in der Langenstraße rund 150 Häuser. Bis zum 19. Jahrhundert handelt es sich vorwiegend um eine Wohnstraße, dann wandelte sie sich zu einer Straße mit zahlreichen Geschäftshäusern und Läden. Mit dem Bau der Kaiserbrücke (heute Bürgermeister-Smidt-Brücke) von 1875 und der zunehmenden Verbreiterung der heutigen Bürgermeister-Smidt-Straße wurde der westliche Teil der Langenstraße von der Altstadt isoliert.

### Die Straßenbahn in der Langenstraße (von 1889 bis 1916)
1888 wurde eine Pferdebahnlinie, die „rote Linie“, vom neu eröffneten Freihafen zur Faulenstraße eröffnet und 1889 zur Börse verlängert. Weil die parallele und breitere Obernstraße bereits von der konkurrierenden „grünen Linie“ belegt war, erfolgte die Verlängerung über Heinkenstraße – Geeren – Langenstraße. Nach der Elektrifizierung 1900 wurde die rote Linie 1901 zur Ringlinie der Bremer Straßenbahn ausgebaut. Sie führte zunächst eingleisig auf einer Straßenseite durch die Langenstraße. Nach Protesten von Geschäftsleuten auf dieser Straßenseite wegen dadurch fehlender Lademöglichkeiten wurden abschnittsweise zwei Gleise verlegt und abwechselnd (vor- bzw. nachmittags) eingleisig befahren, so dass auf jeder Straßenseite zu bestimmten Zeiten geladen werden konnte. Der Straßenbahnverkehr in der Langenstraße endete 1916.

### Nach dem Zweiten Weltkrieg
Nach dem Zweiten Weltkrieg entstand die Martinistraße als westlicher Straßendurchbruch, der die östliche Langenstraße wiederum teilte, sodass die Straße heute nicht mehr als eine Einheit erlebt werden kann. Sie konnte sich deshalb nicht mehr zu einer Ladenstraße entwickeln. Um 2005 wurde sie neu gestaltet. 2007 erfolgte die erhebliche Erweiterung einer bestehenden Hochgarage mit 660 Stellplätzen.

## Gebäude

### Vorhandene Gebäude
Als bedeutsame Gebäude in der Langenstraße sind als Backsteinbauten mit Sandsteinverzierungen im Stil der Weserrenaissance und des Rokoko zu nennen:
- Die Stadtwaage; gebaut von Lüder von Bentheim von 1586 bis 1588, ist heute Sitz der Günter-Grass-Stiftung und der Deutschen Kammerphilharmonie.
- Das Essighaus, Langenstraße Nr. 13; Haus des Ratsherrn Esich von 1618, neu aufgebaut um 1970 unter Rekonstruktion des Erdgeschosses und des Portals des historischen Gebäudes.
- Langenstraße Nr. 15; ein Neubau mit Fassadenteilen des um 1600 entstandenen Giebelhauses der Sonnenapotheke, Sögestraße Nr. 18, das im Stil der Weserrenaissance wahrscheinlich von Lüder von Bentheim entworfen und im Stil des Rokoko später überformt wurde. Teile des 1944 ausgebombten Hauses wurden 1947 abgebrochen, gelagert und bei dem Neubau wieder verwandt.
- Das Ensemble Langenstraße Nr. 72/Schlachte 36 von 2005 ist ein bedeutendes Bremer Bauwerk. Der Neubau mit alten Bauwerkelementen für das Hotel ÜberFluss wurde durch den BDA-Bremen ausgezeichnet.
- Langenstraße 62: Geschäftshaus Vorsorge Versicherung von 1964, denkmalgeschütztes Haus der Moderne

### Frühere Gebäude
Aus dem Mittelalter und der Renaissance stammten die inzwischen kriegszerstörten oder beseitigten Gebäude (Achtung: Die Hausnummerierung wurde einmal neu vorgenommen):
- Der erste Schütting, bis 1537 war in der Nähe der Stadtwaage das Haus der Bremer Kaufleute.
- Münzstätte (Ecke Hakenstraße) von 1564/83
- Alter Marstall des Bremer Rates, der 1598 verkauft wurde
- Niklausstaven, alte Badestube („Sunte Niklaus Staven“)
- Haus Langenstraße Nr. 16 (ältere Nummerierung) der Ratsfamilie Meier-Grolland, bestand von 1618 bis 1921.
- Kontorhaus Engelhardt & Biermann von 1891, 1944 zerstört, heute Standort des Weser-Kuriers
- Das Bankhaus Carl F. Plump & CO hatte in Nr. 19 seinen Sitz seit um 1842 bis 1944
- Wrissenbergische Haus Nr. 34 wurde 1944 zerstört. Teile des barocken Giebels mit seinen Rokokozwickeln wurden für den Südgiebel (zur Hutfilterstraße) des Gewerbehauses verwendet.
- Schlichtes Haus Langenstraße Nr. 54, mit einer Firsthöhe von 24 Metern das höchste Bürgerhaus seiner Zeit
- Steinhaus Nr. 98/99, die Hollemannsburg, gehörte um 1358 bis 1366 dem Kaufmann und Seeräuber Johann Hollemann. Es wurde 1534 umgebaut und 1869 für einen Neubau abgerissen (siehe auch Geschichte).
- Das viergeschossige Kaufmannshaus Langenstraße Nr. 121 mit einem Renaissanceportal, welches 1944 zerstört wurde
- Das Kaufmannshaus Langenstraße Nr. 126 wurde um 1600 gebaut und 1903 abgebrochen.
- Gotisches Speckhansche Haus, Langenstraße Nr. 129, benannt nach Bürgermeister Speckhan, war mit einer Breite von 14,20 Meter das gewaltigste Haus; es bestand von um 1470 bis 1828.
- Dreikaiserhaus Ecke Langenstraße/Kaiserstraße (heute Bürgermeister-Smidt-Straße) hatte seine offizielle Adresse an der Kaiserstraße. Es wurde 1890 nach Plänen von Friedrich Wilhelm Rauschenberg im Stil des Historismus als viergeschossiges Kontorhaus gebaut und im Zweiten Weltkrieg zerstört. An der Fassade befanden sich die namensgebenden Steinfiguren der drei Kaiser (Wilhelm I., Friedrich III. und Wilhelm II.) des Deutschen Kaiserreichs. Im Erdgeschoss befand sich ein Restaurant, das u. a. von Richard Sieler betrieben wurde.[3] Für den letzten Wirt – Walther Rost – wurde 2018 ein Stolperstein verlegt.[4]
- Viergeschossiges Neues Kornhaus als Giebelhaus vom Ende des  16. Jahrhunderts im Stile der Weserrenaissance, maßgeblich beeinflusst durch die Arbeit von Lüder von Bentheims, an der Ecke Langenstraße (alte Nr. 78) / Fischerstraße; 1944 zerstört.

## Denkmalschutz
Folgende heutige Gebäude stehen unter Denkmalschutz:
- Nr. 1/Am Markt 12: Haus der Stadtsparkasse von 1958 mit rekonstruierter Fassade von 1755; (siehe hier)
- Nr. 2 bis 18, 25 bis 27 und 29 als Ensemble Langenstraße; (Siehe hier)
- Nr. 2, 4, 6 und 8: Bank, Kontorhaus am Markt mit Ladenpassage von 1910 bis 1912, umgebaut 2000–2002
- Nr. 3 und 5: Bank für Handel und Gewerbe von 1910 bis 1912, umgebaut 2000–2003
- Nr. 11: Haus Langenstraße 11 (Buchhandlung Storm) von 1955
- Nr. 13: Stadtwaage von Lüder von Bentheim aus der Renaissance von 1587 bis 1588
- Nr. 15 bis 21: Die Reste des Essighauses aus der Renaissance von 1618 sowie die zeitweise vom Bankhaus Martens und Weyhausen von 1951/1955 genutzten Gebäudeteile
- Nr. 16 (früher Nr. 132), Haus Langenstraße 16: Wohn- und Geschäftshaus aus der Renaissance mit diversen Umbauten
- Nr. 28: Kontorhaus Suding und Soeken aus der Renaissance um 1620
- Nr. 38 bis 42: Verwaltungsgebäude von 1904/1905; zunächst Reisbörse, dann Argo-Haus und heute Bremer Casino, im Ensemble Schlachte aufgeführt; (siehe hier)
- Nr. 52 und 54: Wohn- und Geschäftshaus der Dampfschifffahrts-Gesellschaft Neptun aus dem Historismus von 1869, im Ensemble Schlachte aufgeführt; (siehe hier)

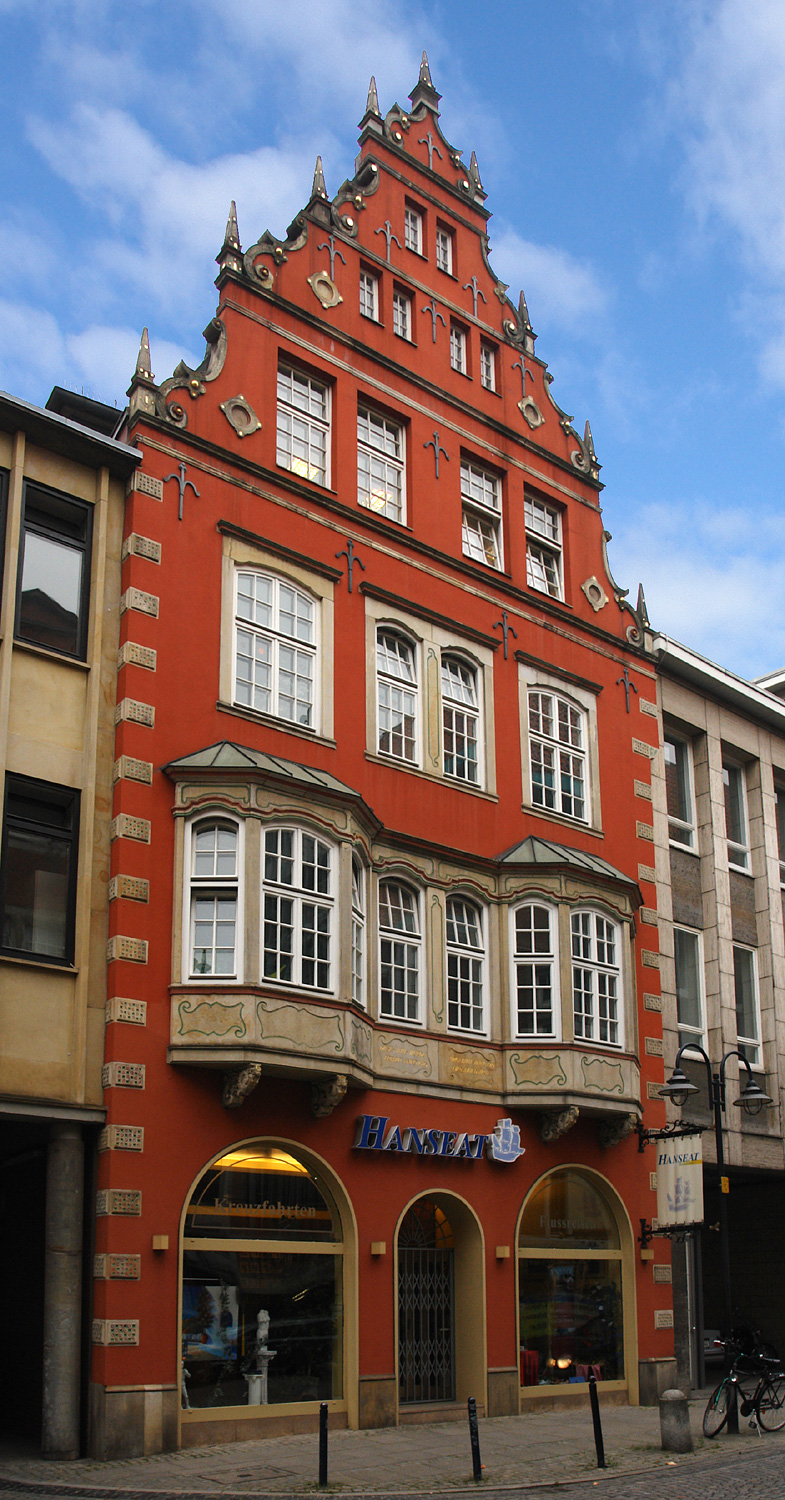
Haus Langenstraße 16 von 1590, 1745, 1910 und 1980
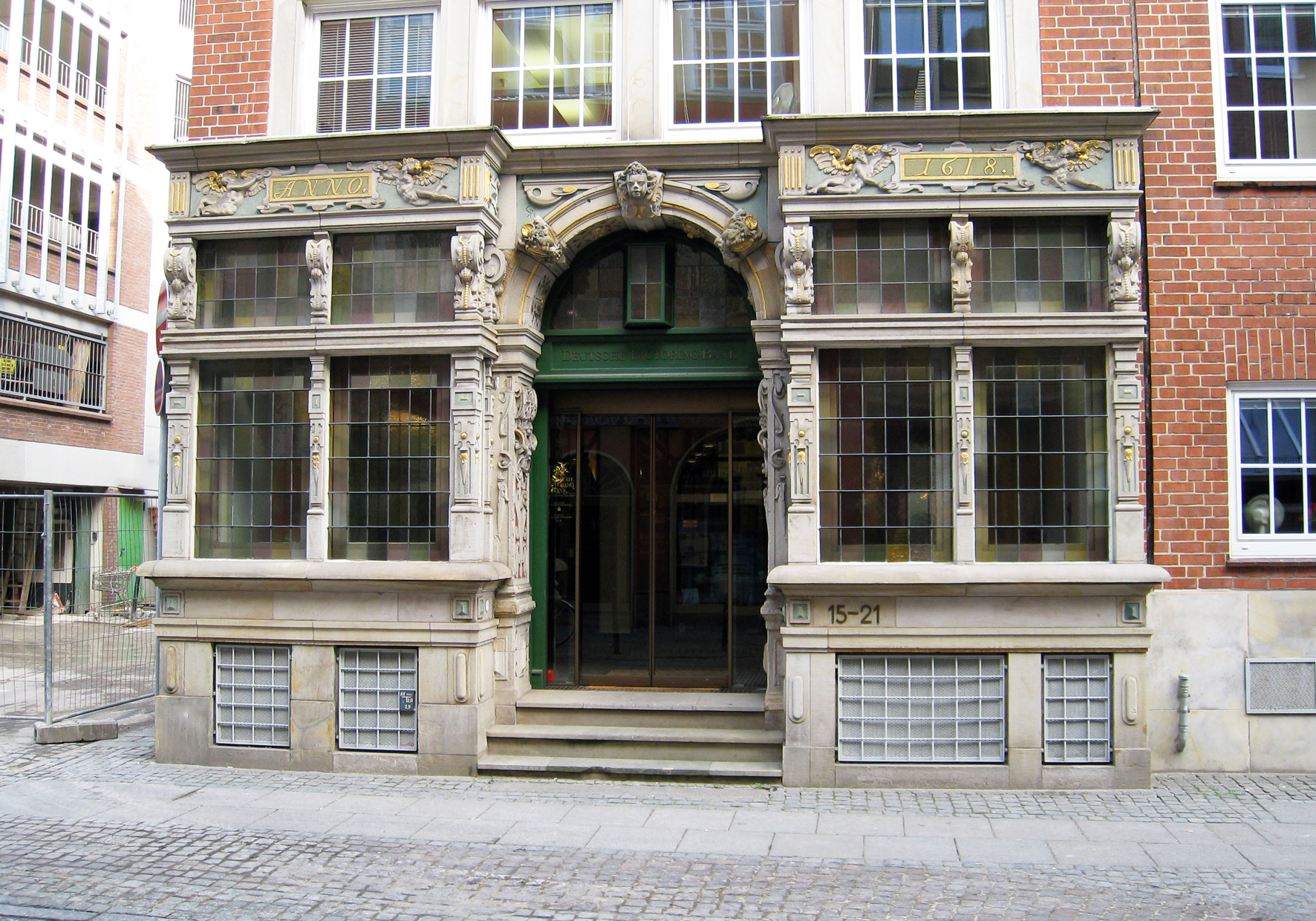
Utluchten (Erker) des Essighauses
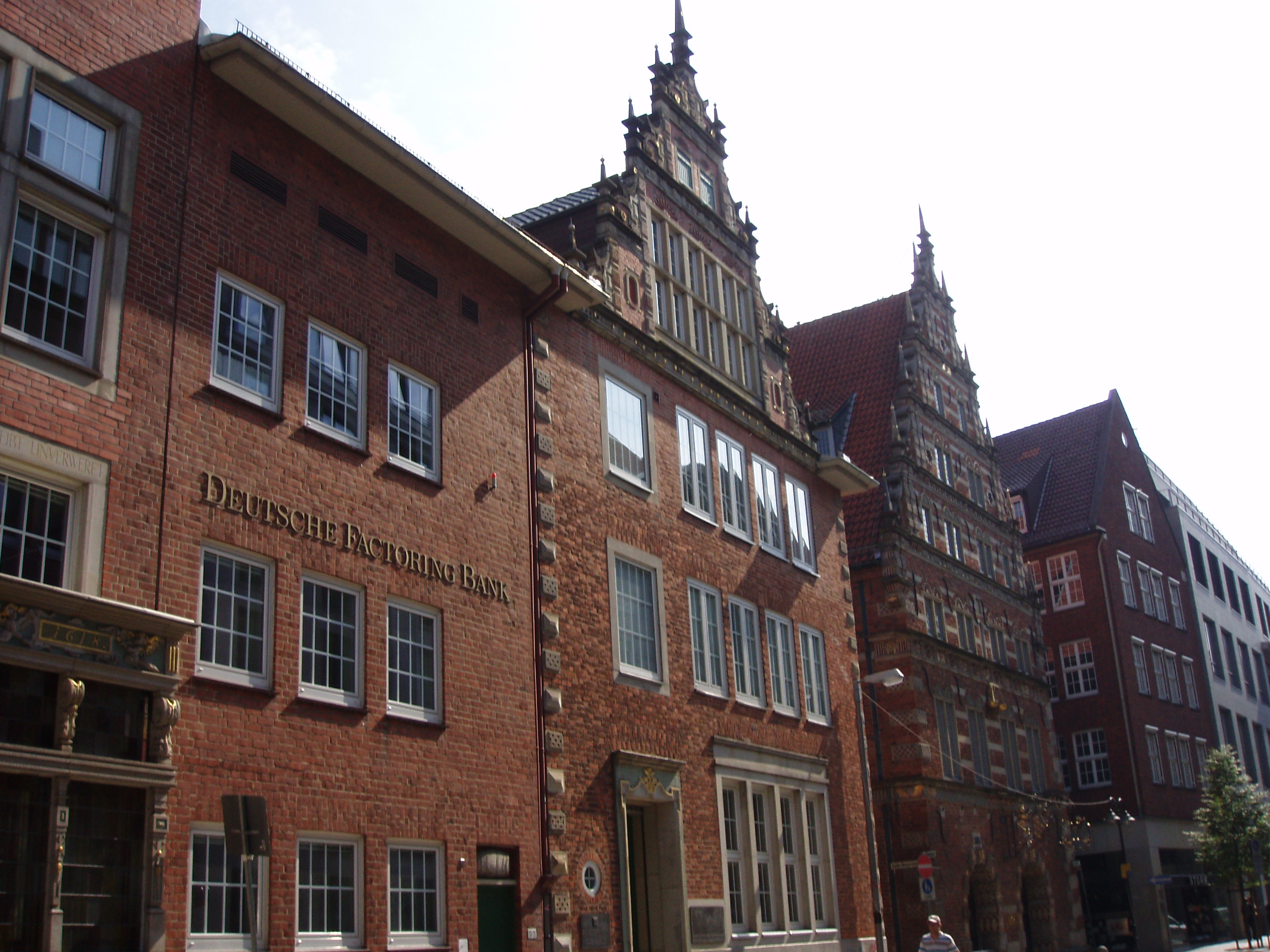
Links Essighaus, rechts Stadtwaage
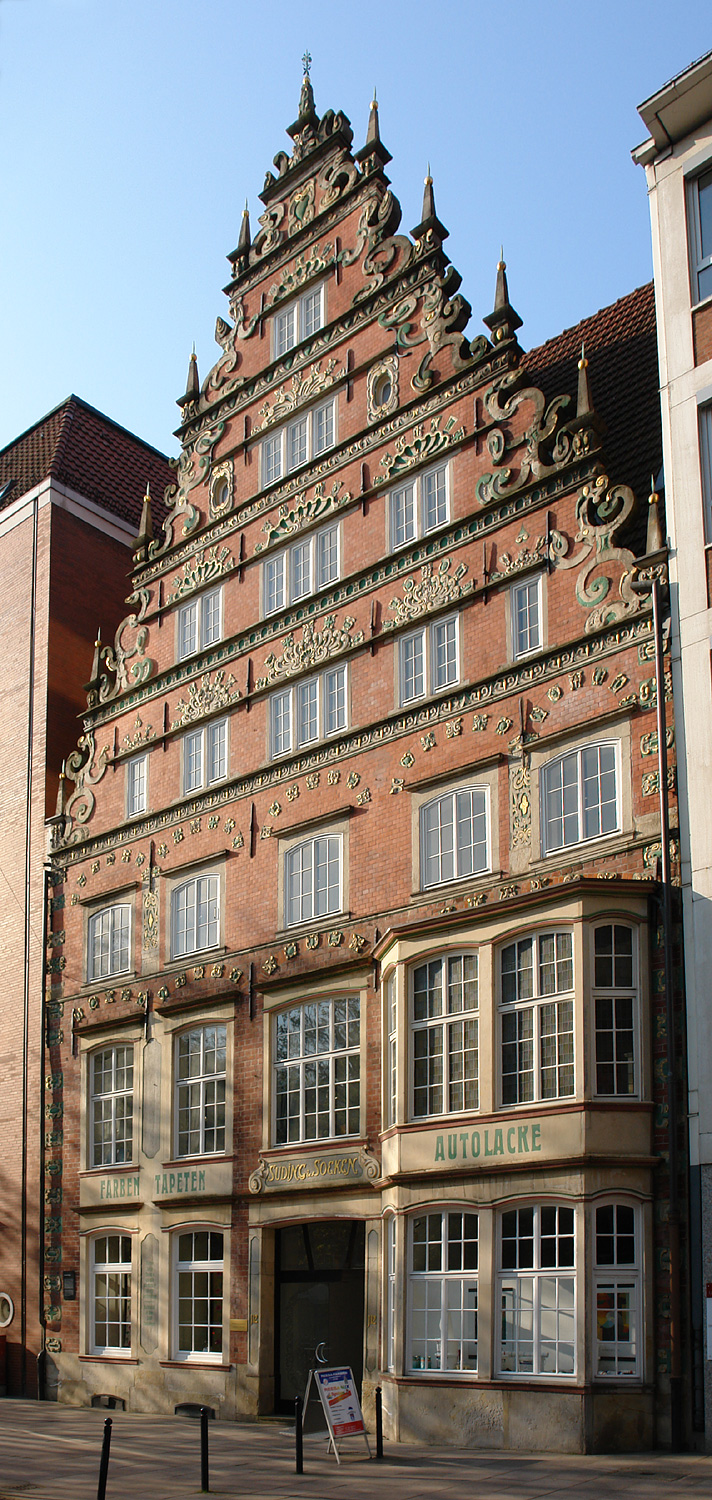
Kontorhaus Suding und Soeken
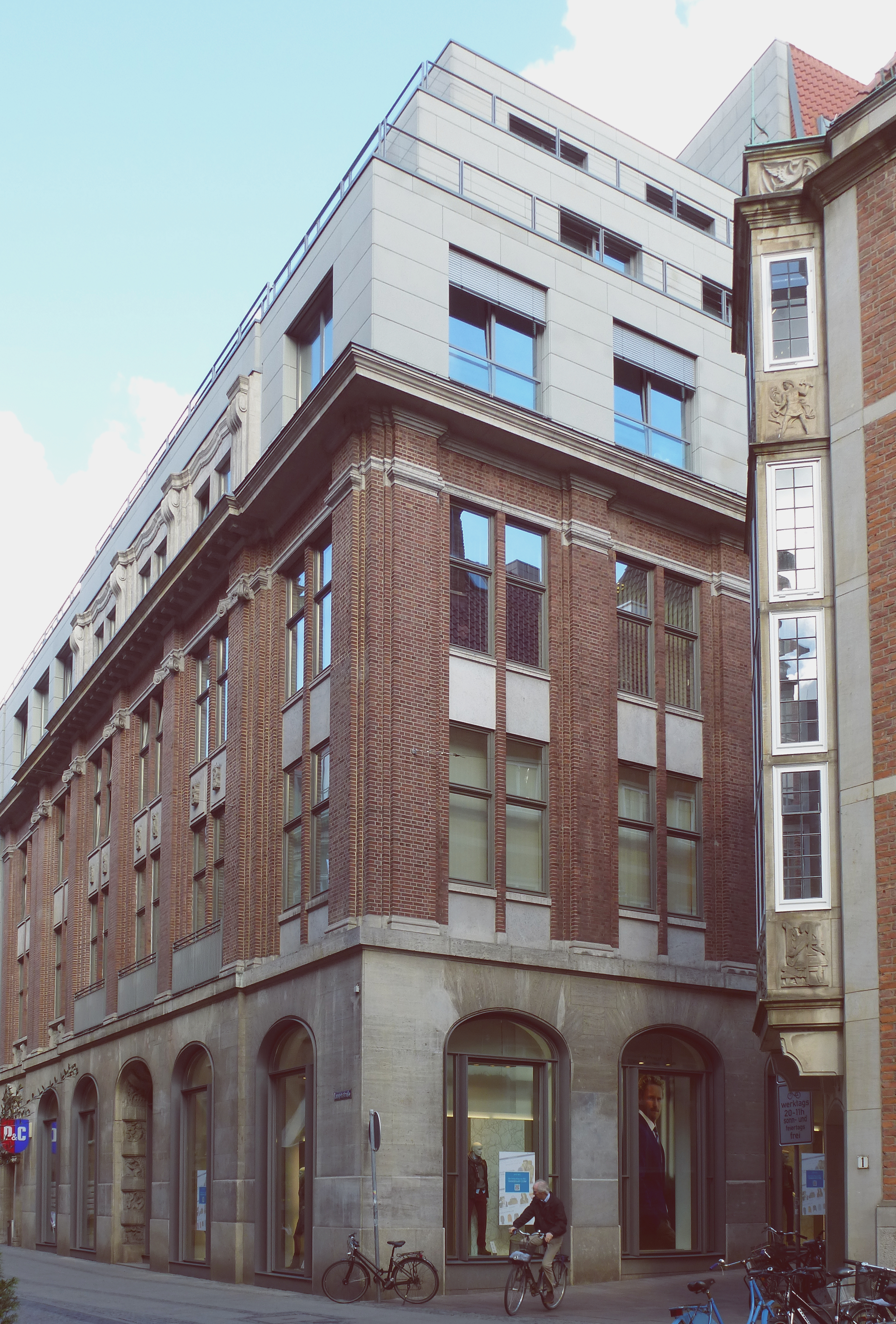
Langenstraße 3/5. 1912: Bankhaus, 2003 Kaufhaus
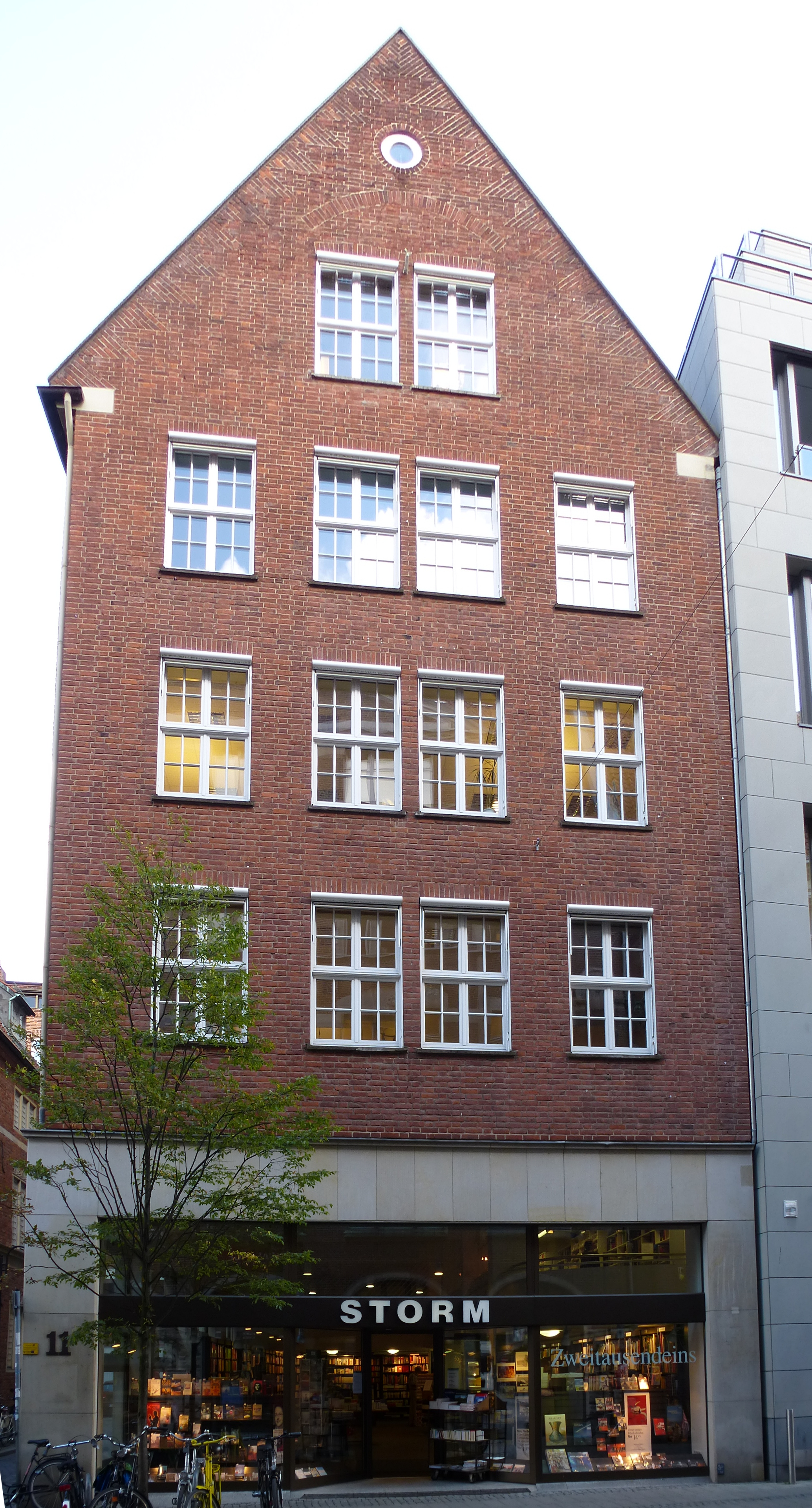
Haus Langenstraße 11